# Idiosoma schoknechtorum
Idiosoma schoknechtorum es una especie de araña migalomorfa del género Idiosoma, familia Idiopidae. Fue descrita científicamente por Rix & Harvey en 2018.
Esta especie habita en Australia Occidental. El holotipo masculino mide 20,6 mm y el paratipo femenino 25,8 mm.